# 美景宮 (華沙)

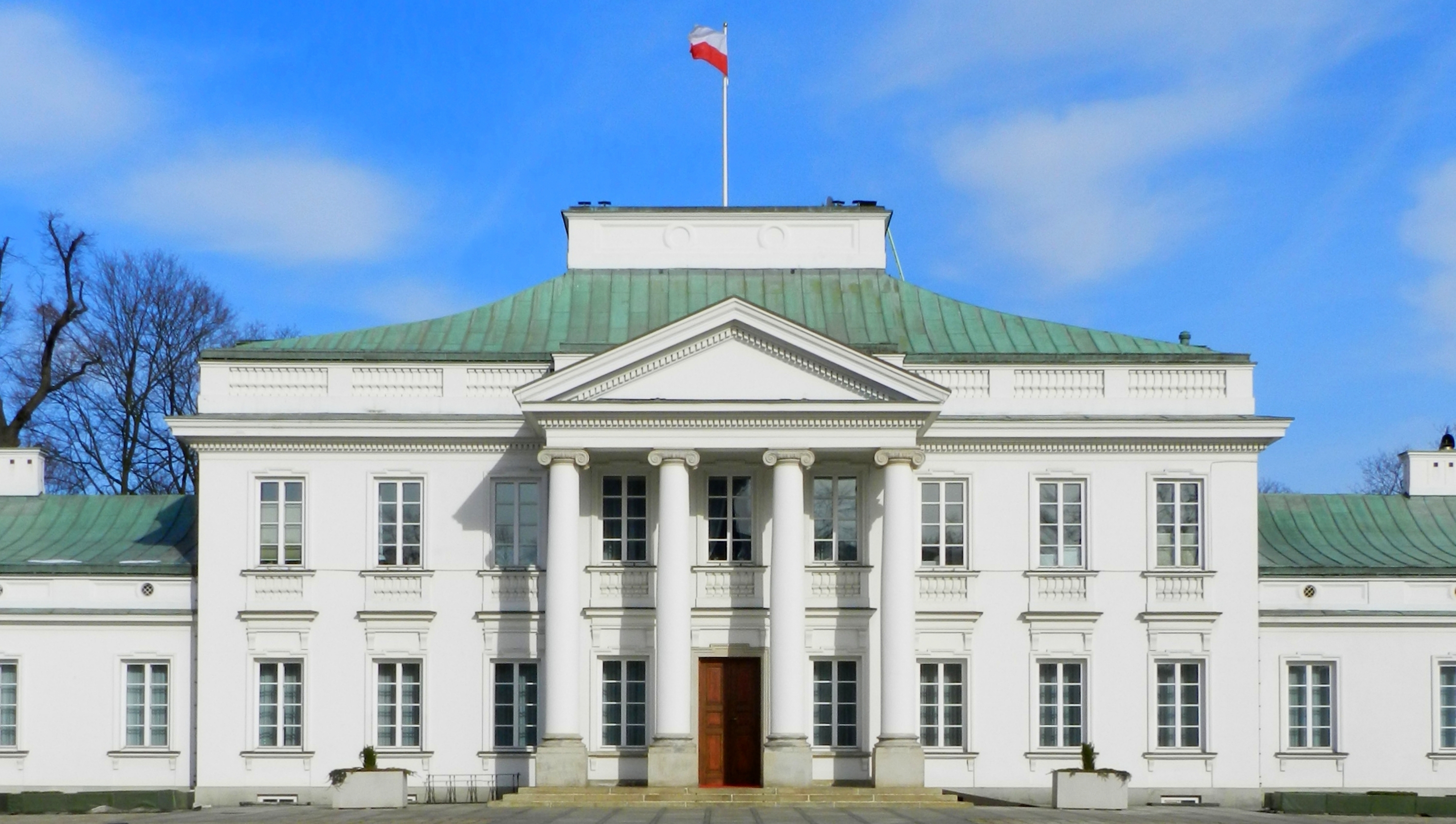
美景宮

美景宮或贝尔维德尔宫（波蘭語：Belweder）是位於波蘭華沙的宮殿建築，位於皇家城堡以南數公里處。美景宮現在的建築修建於1660年。這也是華沙少數二戰期間倖存的建築。在1989年至1994年7月期間，這裡曾是波蘭的總統府，雖然之後被位於華沙市中心的總統宮取代，仍做為波蘭總統的官邸使用。

## 外部連結
- Belweder （页面存档备份，存于）, or the Polish road to independence

52°12′47″N 21°01′40″E / 52.21306°N 21.02778°E